# Eintracht Frankfurt
Eintracht Frankfurt er en tysk fodboldklub fra Frankfurt, Hessen – ofte blot kaldet Frankfurt. De spiller i den tyske Bundesliga, den bedste tyske fodboldrække.
Klubben blev grundlagt d. 8. marts 1899, og har vundet det tyske mesterskab èn gang, fem DFB-Pokal og UEFA Cup finalen 1980. Siden 1925 har de haft hjemmebane på Waldstadion, som i dag er omdøbt til Deutsche Bank Park i 2020.

## Titler og Pokaler
Tyske Mester
- Vinder (1): 1959
- Sølv (1): 1932

DFB Pokal
- Vinder: (5): 1974, 1975, 1981, 1988, 2018
- Sølv (4): 1964, 2006, 2017, 2023

UEFA Cup / Europa League
- Vinder: (2): 1980, 2022

Mesterholdenes Europa Cup
- Sølv (1): 1960

Coppa delle Alpi
- Vinder: (1): 1967

## Spillere

### Nuværende hold
Oversigten er opdateret til og med 18. august 2025 
| Nr. | Land     | Position | Spiller                 |
| --- | -------- | -------- | ----------------------- |
| 1   | Tyskland | MM       | Kevin Trapp (anfører)   |
| 2   | Tyskland | FO       | Elias Baum              |
| 3   | Belgien  | FO       | Arthur Theate           |
| 4   | Tyskland | FO       | Robin Koch              |
| 5   | Schweiz  | FO       | Aurèle Amenda           |
| 6   | Danmark  | MI       | Oscar Højlund           |
| 7   | Tyskland | MI       | Ansgar Knauff           |
| 8   | Algeriet | MI       | Farès Chaïbi            |
| 9   | Tyskland | AN       | Jonathan Burkardt       |
| 13  | Danmark  | FO       | Rasmus Kristensen       |
| 15  | Tunesien | MI       | Ellyes Skhiri           |
| 16  | Sverige  | MI       | Hugo Larsson            |
| 17  | Frankrig | AN       | Elye Wahi               |
| 18  | Tyskland | MI       | Mahmoud Dahoud          |
| 19  | Frankrig | MI       | Jean-Mattéo Bahoya      |
| 20  | Japan    | MI       | Ritsu Doan              |
| 21  | Tyskland | FO       | Nathaniel Brown         |
| 22  | USA      | FO       | Timothy Chandler        |
| 26  | Frankrig | MI       | Éric Junior Dina Ebimbe |

| Nr. | Land      | Position | Spiller               |
| --- | --------- | -------- | --------------------- |
| 27  | Tyskland  | MI       | Mario Götze           |
| 29  | Frankrig  | FO       | Niels Nkounkou        |
| 30  | Belgien   | AN       | Michy Batshuayi       |
| 31  | USA       | MI       | Paxten Aaronson       |
| 32  | Tyskland  | AN       | Jessic Ngankam        |
| 33  | Tyskland  | MM       | Jens Grahl            |
| 34  | Tyskland  | FO       | Nnamdi Collins        |
| 35  | Kroatien  | FO       | Hrvoje Smolčić        |
| 36  | Portugal  | FO       | Aurélio Buta          |
| 37  | Tyskland  | MI       | Jeremiaha Maluze      |
| 38  | Tyskland  | MI       | Ebu Bekir Is          |
| 39  | Tyskland  | MM       | Amil Šiljević         |
| 40  | Brasilien | MM       | Kauã Santos           |
| 41  | Mali      | FO       | Fousseny Doumbia      |
| 42  | Tyrkiet   | MI       | Can Uzun              |
| 44  | Ecuador   | FO       | Davis Bautista        |
| 45  | USA       | MI       | Marvin Dills          |
| 47  | Ungarn    | MI       | Noah Fenyő            |
| 48  | Spanien   | AN       | Junior Awusi          |
| 49  | Spanien   | FO       | Derek Boakye Osei     |
| 50  | Tyskland  | AN       | Alessandro Gaul Souza |

#### Udlejede spillere
| ' | Albanien | Simon Simoni (MM) (på lån hos 1. FC Kaiserslautern indtil 30. juni 2026) |
| ' | Ungarn   | Krisztián Lisztes (MI) (på lån hos Ferencvarosi TC indtil 30. juni 2026) |

## Andre sportsgrene
Eintracht Frankfurt har ud over fodbold også afdelinger for 
atletik, basketball, boksning, bordfodbold, bordtennis, dart, E-sport, fægtning, golf, gymnastik, håndbold, hockey, ishockey, isstok, kampsport, rugby, supportersklubben, tennis, triatlon, ultimate og volleyball.